# Ahmed Belhadji
Ahmed Belhadji (n. Alhucemas, Marruecos, 16 de noviembre de 1997) es un futbolista marroquí con nacionalidad española que juega en la demarcación de extremo derecho para el Zamalek SC de la Liga Premier de Egipto, cedido por el Aswan SC.

## Trayectoria
Nacido en Alhucemas, Marruecos, Belhadji es un centrocampista formado en las categorías inferiores de la EF Tàrrega, hasta que en 2015 ingresó en la UE Cornellà para jugar en su equipo juvenil.
En la temporada 2016-17, debuta con la UE Cornellà de la Segunda División B de España, donde disputa 27 partidos en los que anota 6 goles.
En julio de 2017, firma por el RZ Deportivo Aragón de la Segunda División B de España, donde disputa 24 partidos en los que anota 4 goles en la temporada 2017-18.
En la temporada 2018-19, el jugador es cedido a la Real Balompédica Linense de la Segunda División B de España, donde disputó 32 partidos y anotó un gol.
En la temporada 2019-20, con el filial del Real Zaragoza jugaría en la Tercera División de España.
El 15 de septiembre de 2020, firma por el Orihuela CF de la Segunda División B de España, 
El 31 de agosto de 2021, firma por el Inter Club d'Escaldes de la Primera División de Andorra, donde juega 30 partidos en los que firma 7 goles.
El 23 de julio de 2022, se compromete con el Aswan SC de la Liga Premier de Egipto.
El 31 de enero de 2023, tras jugar 18 partidos en los que anota 3 goles, Belhadji es cedido al Zamalek SC de la Liga Premier de Egipto hasta el final de la temporada.

## Clubes
| Club                              | País    | Año             |
| --------------------------------- | ------- | --------------- |
| UE Cornellà                       | España  | 2016-2017       |
| RZ Deportivo Aragón               | España  | 2017-2020       |
| Real Balompédica Linense (cedido) | España  | 2018-2019       |
| Orihuela CF                       | España  | 2020-2021       |
| Inter Club d'Escaldes             | Andorra | 2021-2022       |
| Aswan SC                          | Egipto  | 2022-actualidad |
| Zamalek SC (cedido)               | Egipto  | 2023-actualidad |